# 长窗透孔螺
长窗透孔螺（学名：Rimula exquisita），是原始腹足目裂螺科Rimula的一种。主要分布于中国大陆、台湾，常栖息在潮下带水深10-15米。